# Villechenève
Villechenève (Vilyichenéva en francoprovençal du Pays lyonnais) est une commune française, située dans le département du Rhône en région Auvergne-Rhône-Alpes.
Ses habitants sont appelés les Milottiers.

## Géographie

### Climat
Pour des articles plus généraux, voir Climat d'Auvergne-Rhône-Alpes et Climat du Rhône.
En 2010, le climat de la commune est de type climat des marges montargnardes, selon une étude du Centre national de la recherche scientifique s'appuyant sur une série de données couvrant la période 1971-2000. En 2020, Météo-France publie une typologie des climats de la France métropolitaine dans laquelle la commune est exposée à un climat de montagne ou de marges de montagne et est dans la région climatique  Nord-est du Massif Central, caractérisée par une pluviométrie annuelle de 800 à 1 200 mm, bien répartie dans l’année. 
Pour la période 1971-2000, la température annuelle moyenne est de 9,2 °C, avec une amplitude thermique annuelle de 15,8 °C. Le cumul annuel moyen de précipitations est de 945 mm, avec 10,7 jours de précipitations en janvier et 7,7 jours en juillet. Pour la période 1991-2020, la température moyenne annuelle observée sur la station météorologique de Météo-France la plus proche, « Les Sauvages », sur la commune des Sauvages à 13 km à vol d'oiseau, est de 9,7 °C et le cumul annuel moyen de précipitations est de 941,6 mm,. Pour l'avenir, les paramètres climatiques de la commune estimés pour 2050 selon différents scénarios d'émission de gaz à effet de serre sont consultables sur un site dédié publié par Météo-France en novembre 2022.

## Urbanisme

### Typologie
Au 1er janvier 2024, Villechenève est catégorisée commune rurale à habitat dispersé, selon la nouvelle grille communale de densité à sept niveaux définie par l'Insee en 2022.
Elle est située hors unité urbaine. Par ailleurs la commune fait partie de l'aire d'attraction de Lyon, dont elle est une commune de la couronne,. Cette aire, qui regroupe 397 communes, est catégorisée dans les aires de 700 000 habitants ou plus (hors Paris),.

### Occupation des sols
L'occupation des sols de la commune, telle qu'elle ressort de la base de données européenne d’occupation biophysique des sols Corine Land Cover (CLC), est marquée par l'importance des territoires agricoles (71,2 % en 2018), une proportion sensiblement équivalente à celle de 1990 (71,7 %). La répartition détaillée en 2018 est la suivante : prairies (40,6 %), zones agricoles hétérogènes (30,6 %), forêts (25,2 %), zones urbanisées (3,7 %). L'évolution de l'occupation des sols de la commune et de ses infrastructures peut être observée sur les différentes représentations cartographiques du territoire : la carte de Cassini (XVIIIe siècle), la carte d'état-major (1820-1866) et les cartes ou photos aériennes de l'IGN pour la période actuelle (1950 à aujourd'hui).

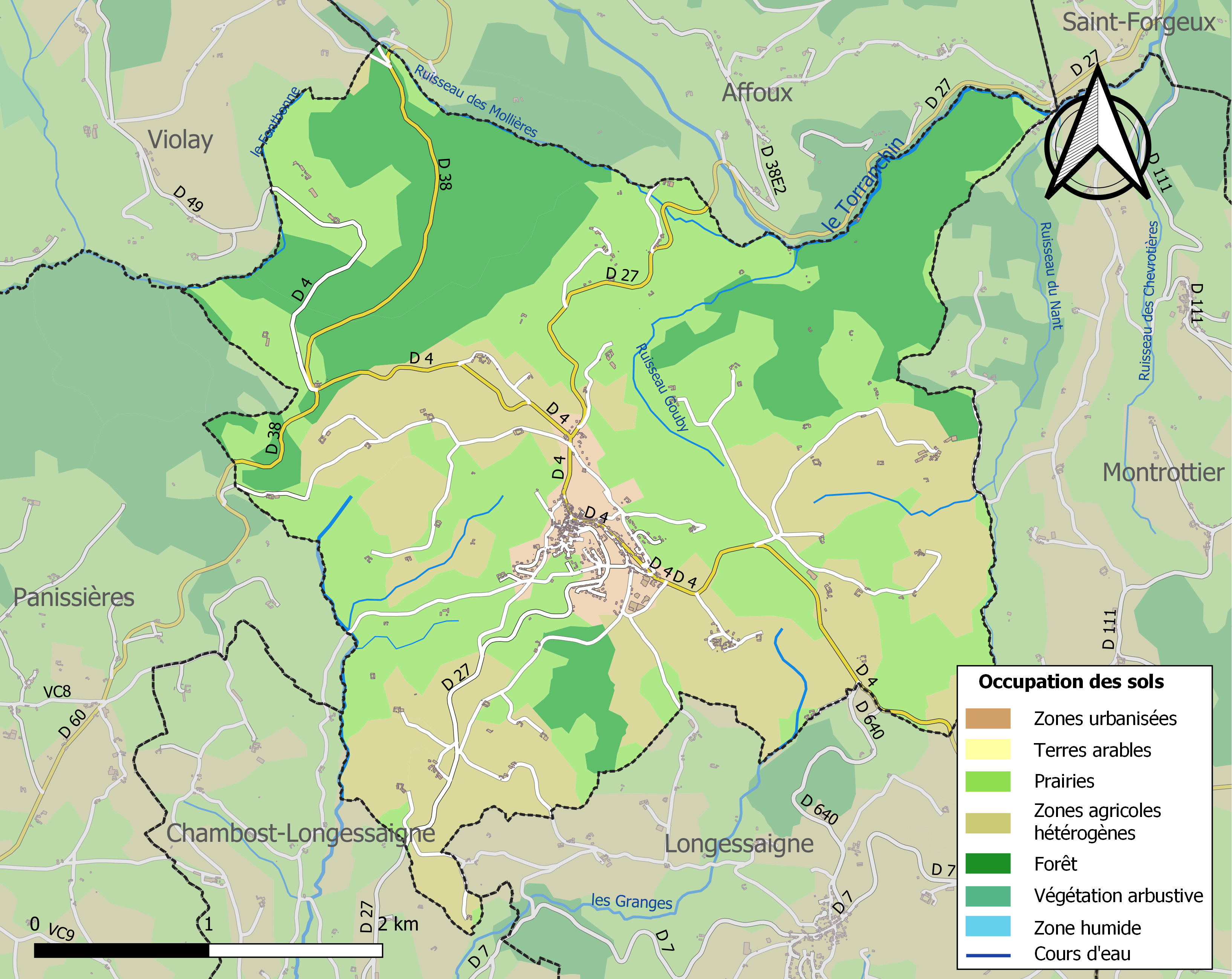
Carte des infrastructures et de l'occupation des sols de la commune en 2018 (CLC).

## Toponymie
Villechenève dérive de l'ancien francoprovençal Vieillicheneva (XIIIe siècle) avec confusion du premier élément vieilli- (« vieille ») avec ville. Attesté Vetus Canivas en 889, une « vieille échoppe », du latin cannaba. Ce nom suggère un étymon latin vetula canaba, littéralement « vieille chanvre ».

## Histoire
Aucune trace d'occupation n'est attestée pendant la période romaine, tant au niveau archéologique que bibliographique.

## Héraldique
| Blason de Villechenève | Blason  | De sinople à la montagne au trait d’argent sommée de deux arbres de sable et accompagnée en pointe dextre d’une église du même. |
| Blason de Villechenève | Détails | Le statut officiel du blason reste à déterminer.                                                                                |

## Politique et administration
| Période                                  | Période | Identité          | Étiquette | Qualité |
| ---------------------------------------- | ------- | ----------------- | --------- | ------- |
| 2001                                     |         | Bernard Chazelles | DVD       |         |
| Les données manquantes sont à compléter. |         |                   |           |         |

## Démographie
L'évolution du nombre d'habitants est connue à travers les recensements de la population effectués dans la commune depuis 1793. Pour les communes de moins de 10 000 habitants, une enquête de recensement portant sur toute la population est réalisée tous les cinq ans, les populations de référence des années intermédiaires étant quant à elles estimées par interpolation ou extrapolation. Pour la commune, le premier recensement exhaustif entrant dans le cadre du nouveau dispositif a été réalisé en 2007.

En 2022, la commune comptait 908 habitants, en évolution de +2,14 % par rapport à 2016 (Rhône : +3,93 %, France hors Mayotte : +2,11 %).
| 1793  | 1800 | 1806 | 1821  | 1831  | 1836  | 1841  | 1846  | 1851  |
| ----- | ---- | ---- | ----- | ----- | ----- | ----- | ----- | ----- |
| 1 200 | 885  | 977  | 1 328 | 1 501 | 1 434 | 1 400 | 1 381 | 1 309 |

| 1856  | 1861  | 1866  | 1872  | 1876  | 1881  | 1886  | 1891  | 1896  |
| ----- | ----- | ----- | ----- | ----- | ----- | ----- | ----- | ----- |
| 1 397 | 1 422 | 1 501 | 1 350 | 1 360 | 1 410 | 1 340 | 1 361 | 1 353 |

| 1901  | 1906  | 1911  | 1921 | 1926 | 1931 | 1936 | 1946 | 1954 |
| ----- | ----- | ----- | ---- | ---- | ---- | ---- | ---- | ---- |
| 1 317 | 1 200 | 1 071 | 871  | 820  | 863  | 804  | 774  | 736  |

| 1962 | 1968 | 1975 | 1982 | 1990 | 1999 | 2006 | 2007 | 2012 |
| ---- | ---- | ---- | ---- | ---- | ---- | ---- | ---- | ---- |
| 666  | 624  | 547  | 539  | 570  | 610  | 730  | 747  | 884  |

| 2017 | 2022 | - | - | - | - | - | - | - |
| ---- | ---- | - | - | - | - | - | - | - |
| 883  | 908  | - | - | - | - | - | - | - |

## Culture locale et patrimoine

### Langue régionale locale
La langue régionale parlée traditionnellement à Villechenève est le francoprovençal, plus précisément il s'agit de sa variété lyonnaise, quoique la commune se situe à sa zone de rencontre avec le francoprovençal forézien.